# Station Grotkowo
Station Grotkowo is een spoorwegstation in de Poolse plaats Grotkowo.